# 別德馬火山
別德馬火山（西班牙語：Volcán Viedma），是南美洲的火山，位於阿根廷和智利有主權爭議的地區，海拔高度1,500米，北面是勞塔羅火山，南面是阿吉萊拉火山，最近一次火山噴發在1988年11月發生。